# Tantilla flavilineata
Tantilla flavilineata – gatunek węża z rodziny połozowatych (Colubridae). Endemit Meksyku.

## Systematyka
Węże tego gatunku należą do rodziny połozowatych. Starsze źródła również umieszczają Tantilla w tej samej rodzinie Colubridae, choć używają polskiej nazwy wężowate czy też węże właściwe, zaliczanej do infrapodrzędu Caenophidia, czyli węży wyższych. W obrębie rodziny rodzaj Tantilla wchodzi w skład podrodziny Colubrinae.

## Rozmieszczenie geograficzne
Łuskonośny ten występuje w południowym Meksyku, w stanach Oaxaca i Puebla.
Wysokość nad poziomem morza, na której można spotkać tego węża, zawiera się w przedziale od 1890–2438 m.

## Ekologia
Gad zasiedla pierwotne lasy dębowe. Wiedzie dzienny, naziemny tryb życia. Spotyka się go w ściółce, pod kłodami.

## Zagrożenia i ochrona
Populacja ma stabilny status, choć węże te nie występują pospolicie. Zagraża im wylesianie.
Gatunek ten znajduje się pod meksykańską ochroną prawną – przyznano mu kategorię A (Threatened). Występuje w Rezerwacie Biosfery Tehuacán-Cuicatlán.